# Alberto Ruy Sánchez
Alberto Ruy Sánchez Lacy (Ciudad de México, 7 de diciembre de 1951) es un editor y escritor mexicano, autor de cerca de treinta libros de ensayo, poesía, cuento y novela.
Desde 1988 es director general de la revista Artes de México y presidente del consejo de la empresa editorial que la publica. Es una publicación de arte y cultura líder en América Latina, con más de ciento cincuenta premios nacionales e internacionales en treinta años. Doctorado por la Universidad de París, ha sido profesor invitado en varias universidades, incluyendo Stanford y Middlebury, e imparte con frecuencia conferencias y seminarios en Europa, África, Asia y en todo el continente americano. Su obra ha sido elogiada por Octavio Paz, Juan Rulfo, Severo Sarduy, Alberto Manguel y Claude-Michel Cluny, entre otros, y ha sido premiado por varias instituciones. Como narrador, es un autor de culto cuyos libros no dejan de reeditarse, y como ensayista es un respetado e influyente crítico cultural cuyas ideas crean opinión.[cita requerida]

## Biografía
Joaquín Ruy Sánchez, su padre, nació en Navojoa, Sonora, en el norte de México. Lo mismo que su madre, María Antonieta Lacy, que nació en Cajeme (Ciudad Obregón), ambos de familias sonorenses por muchas generaciones. Alberto fue el primero de cinco hijos; sus hermanos son Joaquín, Ernesto, Martha y María Antonieta. Por los azares del trabajo del padre, la familia vivía parte del año en la Ciudad de México y otra en el norte, incluyendo estancias más largas en Ciudad Obregón y en Villa Constitución (pequeña población en pleno desierto de Baja California Sur). Eso le dio a Alberto una temprana y rica experiencia del desierto, iniciado en ella por las exploraciones de su padre y por un guía, un indígena del pueblo yaqui que siempre le contaba historias.

### La memoria involuntaria y el descubrimiento de otro México
Alberto Ruy Sánchez había olvidado esa primera infancia hasta que, en 1975, al visitar el Sahara por primera vez, todo vino a su mente de golpe. De ese acto de memoria involuntaria él construyó una relación especial con el desierto de Marruecos y particularmente con una ciudad que fue alguna vez puerta de las caravanas transaharianas: el antiguo puerto de Mogador, desde 1955 renombrado Essaouira. E hizo de él escenario de la mayoría de sus novelas y relatos. Como explica en su ensayo. Los nueve regalos que me dio Marruecos: «Mi primer viaje a Mogador se hizo más profundo y prolongado de lo que yo podía haber sospechado. Primero tuve el impacto de descubrir un lugar que a pesar de la distancia geográfica de México me provocaba una potente sensación de reconocimiento, mucho más grande que la que cualquier mexicano tiene al llegar a España. Una extraña combinación de lenguaje corporal, arquitectura, geografía y objetos artesanales me hacían sentir que me adentraba en Otro México (...) Nuestra cultura se deriva sin duda de cinco siglos de mestizaje entre pueblos indios y españoles, pero no debemos dejar de lado el hecho de que una amplia vena árabe corre en nuestra venas y que nos llegó a través de los cuerpos españoles. No se puede olvidar que durante ocho siglos dos terceras partes de lo que ahora son España y Portugal fueron árabes en sus maneras y vivieron, hicieron cerámica y ropa y edificios al modo de la civilización andalusí.»

### La cultura barroca y el valor de los sentidos
Alberto Ruy Sánchez recibió una seria educación humanística en los colegios jesuitas. De ahí obtiene «una tenaz noción barroca del mundo como una realidad compleja que sólo puede ser comprendida y vivida plenamente tanto a través de la inteligencia como de los sentidos». Así, en su poética narrativa siempre está presente como un principio artístico el modo barroco de escuchar con los ojos, mirar con los dedos y los oídos, gustar con el olfato.

### El placer de escuchar y contar historias
La extensa familia sonorense emigrada a la Ciudad de México se reunía con frecuencia a contar historias. De ahí surgió su deseo de convertirse en escritor, «a partir del enorme placer de escuchar y contar historias y admirando tanto la destreza de quienes lo hacían como el valor de lo compartido». Un deseo confirmado muchos años después, cuando visitó Marruecos y estuvo en la Plaza Xemaá-el-Fná de Marrakech, cuyos contadores de cuentos tradicionales han sido considerados por la Unesco Patrimonio Oral de la Humanidad (junio de 1977).

### Una búsqueda doble
Un cuarto hilo biográfico presente en su trabajo (después del descubrimiento de otro México, el valor barroco de los sentidos y el placer de contar historias) es el hecho de que Alberto Ruy Sánchez considera que sus novelas son parte de una búsqueda. Por una parte, búsqueda de conocimiento en el doble sentido de saber más sobre la vida y también en el sentido de ir más allá de una realidad condicionada: investigación y trascendencia. Su búsqueda tiene un nombre: el deseo. Comenzó a escribir en un esfuerzo por comprender el deseo femenino a través de historias que las mujeres le contaban o de las que le tocó ser testigo. Y de ahí surgió su novela Los nombres del aire. Con ella inauguró un ciclo que incluiría más tarde En los labios del agua; los jardines secretos de Mogador; Nueve veces el asombro; y algunos otros títulos mogadorianos. Todos ellos escritos a lo largo de veinte años aproximadamente. Como cada libro publicado provocaba una respuesta masiva de correo de lectoras que hacía suyo el relato, Alberto Ruy Sánchez comenzó a integrar una parte de esa reacción en cada nuevo libro de la serie. Podría haber una explicación de esta obsesión de hacer de la obra una búsqueda, en el hecho de que, entre los múltiples trabajos que llevó a cabo como estudiante en París, fue estudiante de Tantra y después instructor. El doble sentido de la palabra Búsqueda en sus libros, como investigación sobre el deseo sexual y como trascendencia espiritual a través del cuerpo tiene tal vez en el tantra una de sus explicaciones aunque el autor no lo hace explícito. De todo esto se deriva un tercer sentido de la palabra búsqueda: la búsqueda de producir un objeto artesanal y artístico de alta calidad, cuando declara que sus libros son «objetos materiales, composiciones geométricas y artesanales que pueden ayudar a los lectores a pensar, a sentir, a vivir, a comprender y mejorar sus vidas»

### Iniciación y valor de sus búsquedas
De 1975 a 1983 vivió en París, donde estudió con Roland Barthes, su director de tesis. Siguió los seminarios de los filósofos Michel Foucault, Jacques Rancière, Gilles Deleuze, Francois Châtelet y del historiador del arte André Chastel. Recibió el doctorado en la Universidad de París VII. De regreso en México, de 1984 a 1987 fue jefe de redacción y luego editor de libros en la revista Vuelta, dirigida por Octavio Paz, quien lo consideraba «uno de nuestros mejores ensayistas: su escritura es nerviosa y ágil, su inteligencia aguda sin ser cruel, su ánimo compasivo sin condescendencia ni complicidad (...) es también el más raro de los escritores mexicanos, un verdadero poeta cosmopolita que cuenta historias desde un territorio más amplio que un país, porque es el poeta de la piel. Por eso su lenguaje es el tacto, el sentido que implica a todos los demás». Y el cubano Severo Sarduy escribió: «Ruy Sánchez inventó no sólo novelas, sino un nuevo modo de aprender a leer, desde la fulguración». El reconocido historiador de la lectura, ensayista y narrador Alberto Manguel dijo de su novela Los sueños de la serpiente: "Es una obra maestra. Uno de los libros más importantes que se han escrito en castellano en los últimos tiempos".

### Reconocimientos
Algunos de sus libros han sido traducidos a diferentes lenguas, entre las cuales están el francés, el holandés, el portugués, el alemán, el serbio, el turco, el vietnamita y el árabe. Sus novelas son libros de culto y permanentemente se reimprimen, desde la primera en 1987, cuando recibió el Premio Xavier Villaurrutia, el más prestigioso de México. La Universidad de Nuevo México lo premió como ensayista y fue becario de la Fundación Guggengheim de Nueva York. En febrero de 2000, el gobierno de Francia lo condecoró por su obra literaria y editorial como miembro de la Orden de las Artes y las Letras, otorgándole directamente el grado de Oficial. El gobernador del estado de Kentucky lo condecoró como «Kentucky Colonel» y otro año como Ciudadano Honorario de Louisville. Entre 1999 y 2003 fue director del programa de verano sobre ensayo periodístico del Centro para las Artes de Banff en Canadá. En 2006 la industria editorial de su país decidió otorgarle la más grande distinción que puede recibir un editor por su trayectoria profesional, el Premio Juan Pablos al Mérito Editorial. En noviembre de 2017 se le concedió el Premio Homenaje al Bibliófilo, de la Feria Internacional del Libro de Guadalajara. En diciembre de 2017, fue acreedor a la más alta distinción que recibe por su trayectoria en México un creador y pensador, el Premio Nacional de Ciencias y Artes. En 2018, el Premio Mazatlán por su novela Los sueños de la serpiente. Y en 2022 el Premio de Narrativa Colima por El expediente Anna Ajmátova. En noviembre del 2023 recibió, junto con Margarita De Orellana, el Homenaje Al Mérito Editorial que otorga la Feria Internacional del Libro de Guadalajara.

## Vida familiar
Vive en la Ciudad de México con la historiadora y coeditora de Artes de México, Margarita de Orellana, y sus hijos Andrea, nacida en 1984, y Santiago, en 1987. Su trabajo de conferencista internacional lo hace viajar con frecuencia, pero no menos que la labor de investigación y difusión de las culturas de su país que realiza con su esposa.[cita requerida]

## Obras
Novelas
- 1987. Los nombres del aire.
- 1996. En los labios del agua
- 1998. De agua y Aire. Disco.
- 2001. Los jardines secretos de Mogador.
- 2005. Nueve veces el asombro.
- 2007. La mano del fuego.
- 2015. Quinteto de Mogador.
- 2017.  Los sueños de la serpiente.
- 2021. El expediente Anna Ajmátova.

Relatos y cuentos
- 1987. Los demonios de la lengua.
- 1994. Cuentos de Mogador.
- 1999. De cómo llegó a Mogador la melancolía.
- 2001. La huella del grito.

Ensayos
- 1981. Mitología de un cine en crisis.
- 1988. Al filo de las hojas.
- 1990. Una introducción a Octavio Paz. Nueva edición en 2013.
- 1991. Tristeza de la verdad: André Gide regresa de Rusia. Nueva edición, 2017.
- 1992. Ars de cuerpo entero.
- 1995. Con la Literatura en el cuerpo.
- 1997. Diálogos con mis fantasmas.
- 1999. Aventuras de la mirada.
- 2000. Cuatro escritores rituales.
- 2011. La página posible.
- 2011. Elogio del insomnio.
- 2014. Octavio Paz: cuenta y canta la higuera.

Poesía
- 1990. La inaccesible.
- 2006. Lugares Prometidos.
- 2006. El bosque erotizado.
- 2011. Decir es desear.
- 2016. Luz del colibrí.
- 2017. Escrito con agua. Poemas de horizontes lejanos.
- 2018. Soy el camino que tomo. Poemas marginales 1970-2018.
- 2019. Dicen las jacarandas.
- 2023. Letras inquietas.
- 2025. El silencio del gato.

## Premios
- 1987, Premio Xavier Villaurrutia por su novela Los nombres del aire.[10]
- 1988. Fellow, John Simon Guggenheim Memorial Foundation, Nueva York.
- 1991. Premio de Literatura José Fuentes Mares, por Una introducción a Octavio Paz. New México State University.
- 1993. Miembro del Sistema Nacional de Creadores, México.
- 1998. Honorary Citizen of Louisville, Kentucky.
- 1999. Miembro Honorario del capítulo Mu Epsilon de la National Hispanic Society Sigma, Delta, Pi, en USA.
- 1999. Kentucky Colonel, by the Governor of Kentucky.
- 2000. Prix des Trois Continents, por En los labios del agua.
- 2001. Officier de l’Ordre des Arts et des Lettres, Orden de las Artes y las Letras, por el Gobierno de Francia.
- 2002. Honorary Captain of the Historical Steam Boat La belle de Louisville.
- 2003. Premio Cálamo, por la Librería Cálamo y la Universidad de Zaragoza, por Los Jardines Secretos de Mogador, España.
- 2005. Gran Orden de Honor Nacional al Mérito Autoral. Por el Instituto Nacional del Derecho de Autor. México. Compartido con Margarita De Orellana.
- 2006. Premio a la Excelencia de lo Nuestro. Por la Fundación México Unido. México. Compartido con Margarita De Orellana.
- 2006. Premio Juan Pablos al Mérito Editorial. Otorgado por la Cámara Nacional de la Industria Editorial Mexicana (CANAIEM) reconociendo su trayectoria profesional. México.
- 2009. Van Deren Coke Achievement Award. Otorgado en Santa Fe, New México, por la asociación Friends of the Mexican Folk Art reconociendo su labor editorial. USA. Compartido con Margarita De Orellana.
- 2012. Premio San Petersburgo Lee. Otorgado por los lectores de la ciudad de San Petersburgo votando por el mejor libro del año en otra lengua, a Los Jardines Secretos de Mogador. Rusia.
- 2014. Premio Las Pérgolas. Otorgado por la Asociación Mexicana de Libreros.Entregado durante la FIL Guadalajara. Por su "contribución notable a las letras hispánicas".
- 2015. Premio ELENA PONIATOWSKA, Chicago. Otorgado por el NATIONAL MUSEUM OF MEXICAN ARTS, en Chicago. 22 de mayo. Premio compartido con Margarita De Orellana.
- 2015. Premio POESTATE 2015. Otorgado por el Festival de Poesía de la ciudad de Lugano, Suiza: POESTATE. 6 de junio. Compartido con Elsa Cross.
- 2017. Premio Homenaje al Bibliófilo 2017.Otorgando por la FIL: Feria Internacional del libro de Guadalajara
- 2017. Premio Nacional de Ciencias y Artes 2017. Campo de Lingüística y Literatura. Máxima distinción que otorga el estado mexicano desde 1945.
- 2018. Premio Mazatlán. Por la novela Los sueños de la serpiente.
- 2018.  Doctorado Honoris Causa. Otorgado por el Centro Universitario de Integración Humanística, CIUH, Estado de México.
- 2019.  Premio Caracol de Plata. Otorgado por el Festival de Poesía Letras en la Mar. Puerto Vallarta, Jalisco.
- 2020.  Premio al Mérito editorial. Otorgado por la Universidad Autónoma de Nuevo León. Y su Festival UNALee. Compartido con Margarita De Orellana.
- 2022.  Premio de Narrativa Colima. Otorgado por la Universidad de Colima i el Instituto Nacional de Bellas Artes, por su novela El expediente Anna Ajmátova.
- 2023. Homenaje, autor del año. Fiesta del Libro y de la Rosa. Morelia, Michoacán. Abril.
- 2023. Doctorado Honoris Causa. IDSV: Institute for Doctoral Studies in the Visual Arts. Compartido con Margarita De Orellana.
- 2023. Homenaje al Mérito Editorial. Feria Internacional del libro de Guadalajara. Noviembre. Compartido con Margarita De Orellana.
- 2024. Homenaje al Mérito Editorial. Fiesta del Libro y de la Rosa. Morelia, Michoacán. Abril. Compartido con Margarita De Orellana.
- 2025. Premio Excelencia en las Letras José Emilio Pacheco 2025. Otorgado por la Universidad Autónoma de Yucatán, UADY, a través de la Feria Internacional de la Lectura Yucatán, FILEY, y la Asociación UCMexicanistas. Se entrega el 22 de marzo de 2025.

## Algunos libros sobre Alberto Ruy Sánchez
- Padilla, Ignacio. Claves para La Crítica en Primera persona propuesta por Alberto Ruy Sánchez, Universidad Iberoamericana, México, 1993. 152 pp.
- Monges Nicolau, Graciela. Hacia una Hermenéutica del deseo. Lectura de tres novelas de Alberto Ruy Sánchez. Universidad Iberoamericana. Colección Alter Texto. México, 2004. 99 pp.
- Buyssens, Emmanuelle. Ecritures Saturnales. Le défi poétique de Alberto Ruy Sánchez. Pris au mot, Paris et Quebec, 2002. 143 pp.
- Ortiz Domínguez, Efrén et Al. Alberto Ruy Sánchez: oasis en la narrativa mexicana. Texto Crítico 13. Universidad Veracruzana, Jalapa, 2003. pp 31–76.
- El Amri, Kaoutar; EL Khamsi, Rajae. Yo también soy agua. Cuadernos del Instituto de Estudios Hispano-Lusos, número 2. Rabat, 2019.